# 氣旋派翠克
氣旋派翠克（英語：Cyclone Patrick，挪威气象研究所命名為「達格瑪」，芬蘭氣象研究所命名為「塔帕尼」），是一股在2011年聖誕節襲捲挪威的強烈歐洲風暴，其對挪威中部沿海地區造成嚴重影響，並在之後移動至斯堪地那維亞半島向波羅的海及芬蘭灣移動，這場風暴總造成高達4500萬美元的損失。

## 氣象歷史
派翠克源自於12月24日在加拿大紐芬蘭與拉布拉多省南方海域所形成的低壓區，隨後橫過北大西洋，於聖誕節迅速增強至中心最低氣壓971百帕斯卡的強度。派翠克於聖斯德望日以中心最低氣壓964百帕斯卡的巔峰姿態在挪威西部登陸，並且迅速地繼續向東移動影響芬蘭，由於系統受陸地影響而迅速減弱，最終在12月27日消散。

## 影響

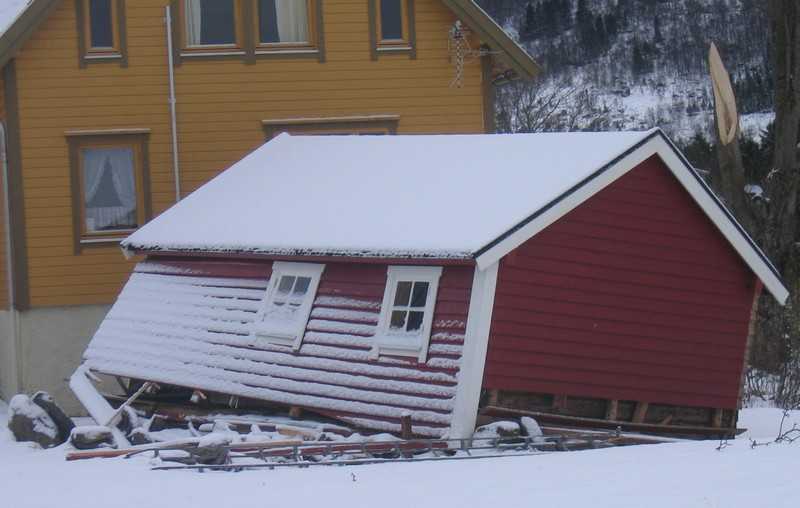
挪威受派翠克破壞的附屬建築物。

### 挪威
挪威有許多人們將派翠克與1992年元旦風暴進行比較，但派翠克所帶來的影響並未像該風暴劇烈。而據統計，派翠克被認為是近50年對挪威襲擊的第三強的風暴。風暴逼近時，BW泰晤士河油輪在卑爾根西北部航行，並安然無恙的渡過風暴，而俄羅斯的克拉斯諾塞爾斯克號拖網漁船則在敘許爾文洪埃德維克港翻覆而沉沒。在派翠克影響期間，挪威電信共有390個基地台遭到摧毀，使得約有4萬名用戶無法進行通訊。荷兰皇家壳牌可透過蘭格勒德管線供應英國約百分之二十天然氣的長蛇天然氣田因受派翠克造成的斷電而無法繼續運行，使得對英國天然氣供應變得更加脆弱。

### 瑞典
派翠克在瑞典主要影響諾爾蘭南部地區與斯韋阿蘭北部地區。諾爾蘭有數個氣象測站測得近15年最大陣風，其中在高海岸測得高達41每秒（150每小時；92英里每小時）的風速。瑞典交通管理局在聖誕節當天宣布晚上8點停止耶夫勒市以北的所有鐵道運輸服務。據報導，于斯達爾市有16節總共約313公噸（345短噸）鐵路貨車沿著鐵路被強烈吹拂逾500公尺，並在一個十字路口脫軌，造成鉅額損失。

### 芬蘭
派翠克被指出為該國近10年影響最嚴重的風暴。風暴在芬蘭十分罕見，派翠克的出現為芬蘭帶來半個世紀中最溫暖的聖誕節。在芬蘭南部，派翠克造成數千人受停電影響，據報指出，有老人受派翠克吹倒的樹木壓倒而身亡。

### 愛沙尼亞
派翠克造成愛沙尼亞約10萬戶家庭停電，並造成超過600起的救援行動，愛沙尼亞能源公司亦在風暴期間接聽緊急電話。據報導，愛沙尼亞在派翠克影響期間，在其主要道路引發洪水。該國錄得歷史上最熱的12月。

### 俄羅斯
聖彼得堡防洪設施綜合體在派翠克影響期間被關閉以保護城市，期間共有15艘船隻被拒絕入港。風暴期間，俄羅斯多處地區回報有屋頂及樹木被吹倒，而列寧格勒核電站通報其冷卻系統於派翠克影響期間有水藻與泥水被吸入，導致有一台發電機停機。

## 外部連結
- （挪威文）Gallery of damage in Romsdal （页面存档备份，存于）
- （挪威文）Gallery of damage in Trondheim （页面存档备份，存于）
- （英文）Air Worldwide Event Summary:Extratropical Cyclone Dagmar （页面存档备份，存于）
- （英文）Bloomberg Business Week: Storm Dagmar Cuts Power, Causes Damage Across Nordic Region Archive.today的存檔，存档日期2013-01-19